# 單葉蔓荊
單葉蔓荊（學名：Vitex rotundifolia），又名蔓荆子、海埔姜、白埔姜、山埔姜，是唇形科牡荊屬的一种多年生藤状植物，其根茎可以匍匐生长，尤喜沙地。單葉蔓荊夏季开花，秋季结果。果實呈圆形成串，每串少则几粒，多则几十粒。果為核果，成熟時會轉為黑色。蔓荆子味清香，民间有治疗头疼、失眠的功效，人们常用蔓荊子装枕头。
喜愛生長於海岸沙地，為海岸定砂之優良植物。分布中國、韓國、日本、琉球、菲律賓、印度。台灣則生長於本島、澎湖、小琉球、綠島、蘭嶼。
此外在龜山島還可以看到其他地方不易看到的白花種。
另外，它與三葉蔓荊（學名：Vitex trifolial）極為相似，最大的不同在於三葉蔓荊的葉子為三出複葉，但是有時候也會雜有單葉，主要分布台灣中部沿海地區。

## 漢方藥

### 性味歸經
苦、辛，微寒，入肝、膀胱經。

### 功效
散風熱，清頭目。

### 臨床應用
- 感冒，風熱頭痛
- 肝經風熱，目赤腫痛，目昏多淚
- 濕痹拘攣，肢體痠麻
- 神經性頭痛、高血壓頭痛

### 禁忌
陰虛有火忌用。

## 外部連結
- 單葉蔓荊 Danyemanjing（页面存档备份，存于） 藥用植物圖像數據庫 (香港浸會大學中醫藥學院) （中文）（英文）
- 蔓荊子 中藥材圖像數據庫  (香港浸會大學中醫藥學院) （中文）（英文）
- 蔓荊子 Man Jing Zi（页面存档备份，存于） 中藥標本數據庫 (香港浸會大學中醫藥學院) （繁體中文）（英文）